# Lepidospartum squamatum
Lepidospartum squamatum là một loài thực vật có hoa trong họ Cúc. Loài này được (A.Gray) A.Gray mô tả khoa học đầu tiên năm 1883.